# Sunosuchus
Sunosuchus es un género extinto de mesoeucrocodilio goniofolídido. Sus fósiles se han encontrado en China, Kirguistán y Tailandia y datan del Jurásico, aunque algunos pueden proceder del Cretácico Inferior. Se han asignado hasta cuatro especies al género: la especie tipo S. miaoi y las especies S. junggarensis, S. shartegensis, S. shunanensis y S. thailandicus. Todas las especies provienen de China con la excepción de S. thailandicus, que como su nombre indica es de Tailandia, que fue reasignada a su propio género, Chalawan. El material de Kirguistán no se ha asignado aún a alguna especie.

## Descripción
Sunosuchus tenía un largo hocico estrecho y una pequeña bóveda craneana. Varios rasgos ayudan a diagnosticar a Sunosuchus y distinguirlo de otros taxones. Por ejemplo, tenía amplios agujeros en la parte posterior del hueso frontal. El hueso frontal también tenía un distintivo borde corriendo a lo largo de su parte media. La mandíbula inferior tenía una larga sínfisis en la que ambas mitades se unían. Esta sínfisis se forma mayormente del hueso de las mandíbulas, pero también parcialmente de los espleniales. A diferencia de otros goniofolídidos, el hueso escamosal (el cual se encuentra cerca de la parte posterior del cráneo) es estrecho.

## Especies

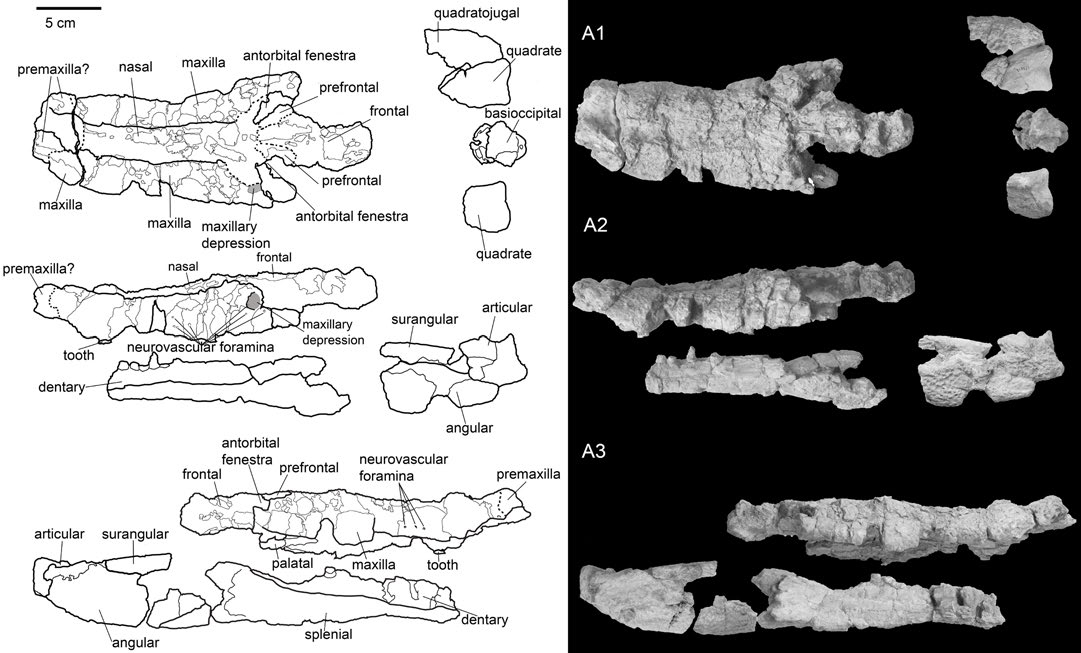
Holotipo de S. cf. thailandicus (S. shartegensis)

S. junggarensis es la especie mejor conocida de Sunosuchus. Fue descrita originalmente en 1996 en depósitos del Jurásico Superior de la Cuenca Junggar en Xinjiang, China.
Material perteneciente a Sunosuchus fue recolectado en Kirguistán en la década de 1980 y fue descrito en 2000. Se hallaron muchos dientes, así como una vértebra dorsal y algunos centros de vértebras, algunos huesos pélvicos, parte de una fíbula y tibia, unos pocos metacarpiano, y osteodermos ventrales y del cuello. Las únicas partes del cráneo descubiertas fueron huesos escamosales. Los escamosales son similares a los de las otras especies de Sunosuchus pero no a los de otros géneros, lo cual indica que el material pertenece a una especie de Sunosuchus. Aunque los especímenes tienen un fuerte parecido con los huesos de S. junggarensis, no han sido asignados a ninguna especie.
Otra especie, S. shunanensis, fue descrita en 2005 en depósitos del Jurásico Medio de Zigong en Sichuan, China. Los cráneos fueron recolectados de la Cantera de dinosaurios de Dashanpu en 1983, habiendo sido hallados en la Formación Shaximiao Inferior. S. shunanensis tenía un hocico más largo que el de las otras especies, siendo alrededor de tres veces la longitud de la región postorbital, la parte del cráneo detrás de los ojos. También tenía una bóveda craneana más ancha que la de las otras especies. El cráneo es más ancho en la parte posterior en vez de entre los ojos, un rasgo solo visto en S. shunanensis. Cerca de la parte posterior de cada maxilar había una distintiva depresión. Hay unos bordes a través de la superficie del cráneo, un par en el frente de la cuenca orbital sobre el hueso lacrimal, y un segundo junto a los lados del bacioccipital y la superficie inferior del exoccipital en la base del cráneo.

## Clasificación
Sunosuchus fue clasificado inicialmente como un folidosáurido debido a que sus mandíbulas alargadas lo vuelven un crocodiloforme longirrostrino. Muchos folidosáuridos eran longirrostrinos, mientras que los goniofolídidos usualmente tenía hocicos cortos. La sínfisis mandibular de S. thailandicus es similar a la de los folidosáuridos por ser alargada y porque la región alrededor de esta están expandida formando una forma de cuchara. Esta expansión es también vista en el folidosáurido Sarcosuchus, aunque en un menor grado que en Sunosuchus. A pesar de sus similitudes con los folidosáuridos, Sunosuchus comparte varios rasgos con los goniofolídidos que lo incluyen en este grupo. Entre estos se encuentran las pequeñas fenestras supratemporales y aberturas en el frente del paladar. Sin embargo, estos rasgos pueden ser considerados como plesiomórficos dentro de Mesosuchia, el grupo al cual pertenecen tanto los goniofolídidos como los folidosáuridos. Si ese es el caso, es posible que Sunosuchus, o al menos S. thailandicus, represente un folidosáurido que retenía características antiguas en vez de ser un goniofolídido avanzado.

## Paleobiología
El material de Kirguistán es el registro más occidental en el rango geográfico de Sunosuchus. Los estratos en los que se halló este fósil son similares a los de los depósitos del Jurásico Medio y Superior de Mongolia y China. Estas áreas compartían una fauna similar caracterizada por crocodiliformes como Sunosuchus así como anfibios temnospóndilos y tortugas xinjiangquélidas, indicando que había ecosistemas de agua dulce por la región. También se han hallado en estos estratos de Kirguistán tiburones hibodóntidos y peces dípneoss marinos, lo que sugiere que el área era un estuario en vez de ser completamente de agua dulce.